# Arganda del Rey
Arganda del Rey è un comune spagnolo di 56 386 abitanti (2021) della comunità autonoma di Madrid.
Situata 30 chilometri a sud-est di Madrid, Arganda è collegata alla capitale spagnola dalla rete della metropolitana attraverso 2 stazioni della linea 9: La Poveda e Arganda del Rey. La città sorge intorno ad un centro medioevale e ad un castello medioevale, quest'ultimo oggi distrutto.
L'area di Arganda è un'importante zona vinicola e la produzione di vini ricopre un ruolo nell'economia della città.
Ha qui sede la società calcistica Agrupación Deportiva Arganda, la cui squadra gioca all'Estadio Municipal da 3000 posti.